# Persone di nome Dimitri
| Questa pagina contiene informazioni ricavate automaticamente dalle voci biografiche con l'ausilio del template Bio e di un bot. L'aggiornamento è periodico e automatico e ricostruisce completamente la pagina. Se manca una persona in questa lista, sei pregato di non aggiungerla, ma accertati piuttosto che la sua voce biografica contenga il template Bio e che i dati anagrafici siano correttamente compilati. Se il template Bio manca, inseriscilo tu stesso o, in alternativa, metti l'avviso {{tmp\|Bio}} che ne segnala la mancanza. Se i dati riportati sono sbagliati, correggi direttamente la voce biografica; le modifiche saranno visibili in questa lista entro pochi giorni. Per chiarimenti vedi il progetto antroponimi. La lista contiene solo le 57 persone che sono citate nell'enciclopedia e per le quali è stato implementato correttamente il template Bio. Pagina aggiornata al 22 giu 2025. |

Questa è una lista di persone presenti nell'enciclopedia che hanno il nome Dimitri, suddivise per attività principale.

## Allenatori di calcio(1)
- Dimitri Daeseleire, allenatore di calcio e ex calciatore belga (Anversa, n. 1990)

## Arabisti(1)
- Dimitri Gutas, arabista e grecista statunitense (Il Cairo, n. 1945)

## Atleti paralimpici(1)
- Dimitri Pavadé, atleta paralimpico francese (Le Port, n. 1989)

## Attori(2)
- Dimitri Diatchenko, attore e doppiatore statunitense (Oakland, n. 1968 - Daytona Beach, † 2020)
- Dimitri Leonidas, attore britannico (Brent, n. 1987)

## Autori televisivi(1)
- Dimitri Cocciuti, autore televisivo italiano (Roma, n. 1984)

## Baritoni(1)
- Dimitri Platanias, baritono greco (Calamata, n. 1970)

## Calciatori(16)
- Dimitri Bisoli, calciatore italiano (Cagliari, n. 1994)
- Dimitri Cavaré, calciatore francese (Pointe-à-Pitre, n. 1995)
- Dimitri Chomucha, ex calciatore e allenatore di calcio turkmeno (Aşgabat, n. 1969)
- Dimitri Fautrai, calciatore francese (Morne-à-l'Eau, n. 1986)
- Dimitri Foulquier, calciatore francese (Sarcelles, n. 1993)
- Dimitri Jepihhin, calciatore estone (Tallinn, n. 2005)
- Dimitri Lavalée, calciatore belga (Soumagne, n. 1997)
- Dimitri Liénard, calciatore francese (Belfort, n. 1988)
- Dimitri Bissiki, calciatore congolese (Repubblica del Congo) (n. 1991)
- Dimitri Mohamed, calciatore francese (Bully-les-Mines, n. 1995)
- Dimitri Nəzərov, calciatore azero (Krasnoarmeysk, n. 1990)
- Dimitri Oberlin, calciatore svizzero (Yaoundé, n. 1997)
- Dimitri Payet, calciatore francese (Saint-Pierre, n. 1987)
- Dimitri Petemou, calciatore francese (n. 1980)
- Dimitri Petratos, calciatore australiano (Sydney, n. 1992)
- Dimitri Pinti, calciatore italiano (Pescara, n. 1932 - Venezia, † 2018)

## Cestisti(4)
- Dimitri Agostini, ex cestista italiano (Pietrasanta, n. 1976)
- Dimitri Sousa, cestista brasiliano (San Paolo, n. 1994)
- Dimitri Lambrecht, ex cestista belga (Brasschaat, n. 1970)
- Dimitri Lauwers, ex cestista belga (Liegi, n. 1979)

## Chitarristi(1)
- Dimitri Fampas, chitarrista greco (Milina di Lafkos, n. 1921 - Volos, † 1996)

## Ciclisti su strada(4)
- Dimitri Champion, ex ciclista su strada francese (La Rochelle, n. 1983)
- Dimitri De Fauw, ciclista su strada e pistard belga (Gand, n. 1981 - Heusden, † 2009)
- Dimitri Jiriakov, ex ciclista su strada russo (Mosca, n. 1985)
- Dimitri Peyskens, ex ciclista su strada belga (Uccle, n. 1991)

## Circensi(1)
- Dimitri, circense, mimo e attore teatrale svizzero (Ascona, n. 1935 - Centovalli, † 2016)

## Compositori(2)
- Dimitri Nicolau, compositore, pittore e librettista italiano (Keratea, n. 1946 - Roma, † 2008)
- Dimitri Scarlato, compositore, direttore d'orchestra e arrangiatore italiano (Roma, n. 1977)

## Dirigenti sportivi(1)
- Dimitri Claeys, dirigente sportivo e ex ciclista su strada belga (Gand, n. 1987)

## Disc jockey(1)
- Dimitri from Paris, disc jockey francese (Istanbul, n. 1963)

## Fisarmonicisti(1)
- Dimitri Bouclier, fisarmonicista francese (Ambilly, n. 1989)

## Fisici(1)
- Dimitrios Nanopoulos, fisico greco (Atene, n. 1948)

## Giocatori di football americano(4)
- Dimitri Gfeller, giocatore di football americano svizzero (Basilea, n. 1991)
- Dimitri Kiernan, ex giocatore di football americano francese (n. 1978)
- Dimitri Nance, ex giocatore di football americano statunitense (Bedford, n. 1988)
- Dimitri Sinodinos, giocatore di football americano canadese (Laval)

## Hockeisti su ghiaccio(1)
- Dimitri Pätzold, ex hockeista su ghiaccio tedesco (Öskemen, n. 1983)

## Judoka(1)
- Dimitri Peters, judoka tedesco (Gljaden, n. 1984)

## Militari(1)
- Dimitri Amilakhvari, militare georgiano (Bazorkino, n. 1906 - El Alamein, † 1942)

## Musicisti(2)
- Tenedle, musicista italiano (Firenze, n. 1969)
- Dimitri Tiomkin, musicista, pianista e compositore russo (Kremenčuk, n. 1894 - Londra, † 1979)

## Ostacolisti(1)
- Dimitri Bascou, ostacolista francese (Schœlcher, n. 1987)

## Politici(1)
- Dimitri Coin, politico italiano (Treviso, n. 1970)

## Rapper(1)
- Rich the Kid, rapper statunitense (Queens, n. 1992)

## Registi(1)
- Dimitri Kirsanoff, regista, sceneggiatore e produttore cinematografico russo (Tartu, n. 1899 - Parigi, † 1957)

## Rugbisti a 15(2)
- Dimitri Szarzewski, ex rugbista a 15 francese (Narbona, n. 1983)
- Dimitri Yachvili, ex rugbista a 15 e opinionista francese (Brive-la-Gaillarde, n. 1980)

## Scacchisti(1)
- Dimitri Reinderman, scacchista olandese (Hoorn, n. 1972)

## Scenografi(1)
- Dimitri Capuani, scenografo italiano (Roma, n. 1970)

## Storici(1)
- Dimitri Michalopoulos, storico greco (Atene, n. 1952)